# ビックアクションカメラ
『ビックアクションカメラ』は、1982年5月25日から1985年3月26日までテレビ東京で毎週火曜23時台（詳細は後述）に放送されていたお色気番組である。ビックカメラの一社提供。キネマ東京と制作。全140回。

## 概要
この番組は、一般視聴者から投稿された写真やビデオ映像をもとに構成されていた。出演者や作品が採用された投稿者には、スポンサーのビックカメラからカメラやラジカセなどの商品が贈られた。
この番組はテレビ東京だけでなく、いくつかの地方局にも時差ネットで放送されていた。ただし、当時のビックカメラは地方出店を展開する遥か前で、関東ローカルのカメラ販売店に過ぎなかった。そのため、ネット局では番組タイトルを「アクションカメラ」とし、ローカルスポンサーによる提供あるいはCM枠でスポットCMのみを放送という形式が採られた。

## 主なコーナー
ここ一番!シャッターチャンス
視聴者が街中で様々な手法を持って女性のスカートの中を盗撮し、スタジオにてその作品を批評する。
告白!ロストバージン
スタジオに招いたひとりの若い女性による、初体験（性体験）告白コーナー。
告白する女性本人が「主演」する“イメージ映像”は、以下のような流れになっていた。
街中での普段着のショットが数カット→ホテルの一室と思われる部屋に入り佇むショット→衣服を脱ぎ始めるショット→以下、徐々に服や下着を脱いでいくショットが続く→最後は全裸になり、性行為を思わせるショットでフィニッシュ。
また、コーナータイトルは、男性インタビューアーが道行く若い女性に矢継ぎ早に「バージンですか?」という質問をぶつけ、何人かが「イエス」と返答するなか、「ノー」と答える女性が登場したところで画面が止まり、タイトルが現れる形になっていた。なお、後にコーナータイトルは「告白!セクシーバージン」→「告白!聖ファーストラブ」に変更されている。
ギャルギャルクイズ
前述の「告白!ロストバージン」→「告白!セクシーバージン」のコーナータイトルに使われたインタビューを応用し、インタビューに登場した女性が「バージンですか?」との質問に対し、「イエス」か「ノー」か、どちらを答えたかを当ててもらう、視聴者向けのクイズ。回答は葉書で募り、出題の翌週に、抽選によって当選者を決めていた。
とある回では、オールナイターズに所属していた女性（当時・氏名不詳）が登場したが、「バージンです!命賭けます!」と返答している。結局このコーナーは短期間で打ち切られたが、その理由を司会の三笑亭夢之助は「あまりにも嘘をつく子が多くなったから」などと説明していた。ちなみに件のインタビューは、実際にはまず身辺について幾つかの質問をするところから始まっており、「バージンですか?」は最後の質問としてぶつける形だった。

## 司会
司会は、夢之助と女性タレント陣のいずれか1人がコンビを組んで行っていた。また、司会陣とは別に、毎回1人（開始当初は週替わり、末期には月替わり）の女子大生がビキニなどの水着姿で出演し、カバーガールのような役割を果たしていた。
- 三笑亭夢之助
- 滝沢れい子
- 香川えみ
- 小林恵美

## 放送時間の変遷
- 火曜 23:30 - 24:00 （1982年5月25日 - 1983年3月29日）
- 火曜 23:15 - 23:45 （1983年4月5日 - 1984年3月27日）
  - 報道番組『あすの日経朝刊』が23:20から23:45に繰り下げ（同時に5分拡大）したため、15分繰り上げ。
- 火曜 23:30 - 24:00 （1984年4月3日 - 1984年9月25日）
  - 『日経夕刊』が24:00に繰り下がったので、元に戻る。
- 火曜 23:00 - 23:30 （1984年10月2日 - 1985年3月26日）

## ネット局
- テレビ東京（制作局）
- テレビ愛知
- 三重テレビ
- 岐阜放送